# Johann Georg Ferdinand von Ammon
Johann Georg Ferdinand von Ammon auch Johann George Ferdinand von Ammon (* 13. Dezember 1761 in Münster; † 11. September 1814 in Aachen) war ein preußischer Beamter.

## Leben

### Familie
Johann Georg Ferdinand von Ammon entstammte dem preußischen Adelsgeschlecht Ammon und war der Sohn von Georg Friedrich Ammon (seit 1765 George Friedrich von Ammon) (1723–1765) Gesandter im Niederrheinischen Kreis und dessen Ehefrau Marie Elisabeth (* 16. November 1736 in Köln; † 6. Februar 1813 in Geldern) (geb. Heinius). Seine Mutter heiratete 1771 in zweiter Ehe den Geheimrat Gottlieb Ludwig Plessmann (seit 1786 Gottlieb Ludwig von Plessmann) (1722–1793).
Von seinen Geschwistern sind namentlich bekannt:
- Maria Margaretha Ferdinandine Elisabetha von Ammon (* Mai 1758 in Mülheim; † 16. Juni 1758 ebenda);
- Peter Henrich Ferdinand von Ammon (* 8. Juni 1759 in Mülheim; † 24. Juni 1759 ebenda);
- Johann Georg Heinrich von Ammon, Kriegs- und Domänenrat;
- Gerhard Friedrich von Ammon (* 4. April 1764 in Mülheim; † 1846), Kriegs- und Domänenrat in Moers;
- Elisabetha Charlotta Friederica von Ammon (* April 1765).

Sein Onkel war der Obergerichtsrat Christoph Heinrich von Ammon (1713–1783) und sein Neffe war der Politiker Friedrich Ferdinand von Ammon.
Er heiratete in erster Ehe Jeanette Catharina Gertrude (geb. von Reimann) (* 7. Juli 1772; † 11. September 1814) aus Kleve, gemeinsam hatten sie eine Tochter; die Ehe wurde geschieden.
In zweiter Ehe war er seit 1802 mit Justine Wilhelmine Caroline (geb. Mark) (* 11. November 1784 in Langschede; † 16. Dezember 1868 in Düsseldorf). Von ihren Kindern sind namentlich bekannt:
- Theodor von Ammon (* 26. September 1803 in Hamm; † 23. Januar 1872 in Wiesbaden), verheiratet mit Ida Concordia Schwarz (* 15. Mai 1804; † 20. November 1873 in Demmin);
- Johann Friedrich Gustav von Ammon (* 23. Januar 1805 in Hamm; † 13. Februar 1876 in Wiesbaden), verheiratet mit Emilie Auguste Wilhelmine (geb. Gockel) (* 3. Juli 1812 in Paderborn; † 13. November 1897 in Jugenheim);
- Jeanette von Ammon (* 10. Dezember 1806 in Hamm; † 5. Juni 1895 in Wiesbaden), verheiratet mit dem preußischen Generalleutnant Reinhold von Briesen;
- Adolf von Ammon (* 15. Oktober 1809 in Hörde; † 25. November 1887 in Eberswalde), Gutsbesitzer des Rittergut Britz[9] und verheiratet mit Elise (geb. Fischer) (* 21. März 1819; † 3. Juli 1887 in Eberswalde);
- Henriette Karoline Dorothee Ida von Ammon (* 15. Januar 1811 in Düsseldorf; † 29. Februar 1872 in Berlin), verheiratet mit Generalleutnant Hans August von Glisczinski.

### Werdegang
Johann Georg Ferdinand von Ammon erhielt Unterricht durch Hauslehrer in Köln und in Geldern. Er immatrikulierte sich am 3. Dezember 1777 an der Universität Duisburg zu einem Studium der Rechtswissenschaften und beendete dieses 1780.
Am 14. Mai 1781 wurde er Referendar bei der Kriegs- und Domänenkammer in Kleve (siehe auch Märkische Kriegs- und Domänenkammer) und bat, gemeinsam mit seinem Bruder Johann Georg Heinrich, um die Zulassung zum Rigorosum, das beide am 15. Juli 1781 im Beisein des Ministers Joachim Christian von Blumenthal bestanden und hiermit nun befähigt waren, das Ratsamt auszuüben.
Im Oktober 1781 wurde er Assessor in Tecklenburg-Lingen (siehe auch Grafschaft Lingen) und wurde im Mai 1790 zum Kriegs- und Domänenrat ernannt.
1792 wechselte er als Nachfolger von Carl Friedrich Neuhauss (* 1751) von Lingen in die Kriegs- und Domänenkammer Hamm; Ende 1803 erfolgte seine Versetzung nach Münster.
Er verstarb als General-Rendant beim Generalgouvernement Nieder- und Mittelrhein.